# Album al numero uno nella Billboard 200 nel 2025
Di seguito è proposta la lista degli album al numero uno nella Billboard 200 nel 2025. 
La Billboard 200 è una classifica musicale che considera gli album e gli EP più di successo negli Stati Uniti. I dati vengono raccolti dalla compagnia Luminate Data e, in seguito, la classifica finale viene pubblicata settimanalmente dalla rivista Billboard. La classifica si basa sulle unità equivalenti ad album, che includono le vendite fisiche, le vendite digitali e lo streaming sulle piattaforme online. Ogni unità equivale a un album venduto, oppure a 10 vendite di tracce provenienti da un album, così come 3 750 on-demand sponsorizzati o 1 250 streaming pagati di tracce o video di canzoni di un album.
| Data        | Album                | Artista                 | Tot. sett. #1 | Unità   | Fonti  |
| ----------- | -------------------- | ----------------------- | ------------- | ------- | ------ |
| 4 gennaio   | SOS                  | SZA                     | 13            | 178 000 | [ 1 ]  |
| 11 gennaio  | SOS                  | SZA                     | 13            | 130 000 | [ 2 ]  |
| 18 gennaio  | WHAM                 | Lil Baby                | 1             | 140 000 | [ 3 ]  |
| 25 gennaio  | Debí tirar más fotos | Bad Bunny               | 4             | 203 500 | [ 4 ]  |
| 1º febbraio | Debí tirar más fotos | Bad Bunny               | 4             | 151 000 | [ 5 ]  |
| 8 febbraio  | Debí tirar más fotos | Bad Bunny               | 4             | 117 000 | [ 6 ]  |
| 15 febbraio | Hurry Up Tomorrow    | The Weeknd              | 1             | 490 500 | [ 7 ]  |
| 22 febbraio | GNX                  | Kendrick Lamar          | 3             | 236 000 | [ 8 ]  |
| 1° marzo    | Some Sexy Songs 4 U  | PartyNextDoor e Drake   | 1             | 246 000 | [ 9 ]  |
| 8 marzo     | So Close to What     | Tate McRae              | 1             | 177 000 | [ 10 ] |
| 15 marzo    | GNX                  | Kendrick Lamar          | 3             | 90 500  | [ 11 ] |
| 22 marzo    | Mayhem               | Lady Gaga               | 1             | 219 000 | [ 12 ] |
| 29 marzo    | Music                | Playboi Carti           | 3             | 298 000 | [ 13 ] |
| 5 aprile    | Music                | Playboi Carti           | 3             | 131 000 | [ 14 ] |
| 12 aprile   | Eternal Sunshine     | Ariana Grande           | 3             | 137 000 | [ 15 ] |
| 19 aprile   | Music                | Playboi Carti           | 3             | 64 000  | [ 16 ] |
| 26 aprile   | More Chaos           | Ken Carson              | 1             | 59 500  | [ 17 ] |
| 3 maggio    | SOS                  | SZA                     | 13            | 52 000  | [ 18 ] |
| 10 maggio   | Skeletá              | Ghost                   | 1             | 86 000  | [ 19 ] |
| 17 maggio   | Debí tirar más fotos | Bad Bunny               | 4             | 84 500  | [ 20 ] |
| 24 maggio   | Even in Arcadia      | Sleep Token             | 1             | 127 000 | [ 21 ] |
| 31 maggio   | I'm the Problem      | Morgan Wallen           | 10            | 493 000 | [ 22 ] |
| 7 giugno    | I'm the Problem      | Morgan Wallen           | 10            | 286 000 | [ 23 ] |
| 14 giugno   | I'm the Problem      | Morgan Wallen           | 10            | 246 000 | [ 24 ] |
| 21 giugno   | I'm the Problem      | Morgan Wallen           | 10            | 209 000 | [ 25 ] |
| 28 giugno   | I'm the Problem      | Morgan Wallen           | 10            | 186 000 | [ 26 ] |
| 5 luglio    | I'm the Problem      | Morgan Wallen           | 10            | 177 000 | [ 27 ] |
| 12 luglio   | I'm the Problem      | Morgan Wallen           | 10            | 173 000 | [ 28 ] |
| 19 luglio   | I'm the Problem      | Morgan Wallen           | 10            | 151 000 | [ 29 ] |
| 26 luglio   | JackBoys 2           | JackBoys & Travis Scott | 1             | 232 000 | [ 30 ] |
| 2 agosto    | Don't Tap the Glass  | Tyler, the Creator      | 1             | 197 000 | [ 31 ] |
| 9 agosto    | I'm the Problem      | Morgan Wallen           | 10            | 143 000 | [ 32 ] |
| 16 agosto   | I'm the Problem      | Morgan Wallen           | 10            | 136 000 | [ 33 ] |

Note:
1. 1 2  Ha raggiunto il numero uno anche nel 2022 e nel 2023.
2. 1 2  Ha raggiunto il numero uno anche nel 2024.
3. ↑  Ha raggiunto il numero uno anche nel 2024.